# Amakusa Airlines
Amakusa Airline K.K. (japanisch 天草エアライン株式会社 Amakusa Earain Kabushiki-gaisha, englisch Amakusa Airlines Co., Ltd.), kurz AMX, ist eine japanische Regionalfluggesellschaft mit Sitz in Amakusa und Basis auf dem Flughafen Amakusa.

## Geschichte
Die Fluggesellschaft wurde am 12. Oktober 1998 gegründet und nahm 23. März 2000 mit einer De Havilland DHC-8-100 den Flugbetrieb auf.
Im Mai 2014 gab Amakusa Airlines bekannt, bei Avions de Transport Régional eine ATR 42-600 als Ersatz für die De Havilland DHC-8-100 bestellt zu haben. Im August 2015 wurde die Fluggesellschaft mit der Auslieferung des Flugzeugs der erste japanische Betreiber dieses Typs.

## Flugziele
Amakusa Airlines fliegt von Amakusa und Kumamoto regionale Ziele an. Dabei werden die Flüge zu den Flughäfen Fukuoka, Kumamoto und Osaka-Itami als Codesharing-Flüge mit Japan Airlines bedient.

## Flotte
Mit Stand August 2021 besteht die Flotte der Amakusa Airlines aus einem Flugzeug mit einem Alter von 6,9 Jahren:
| Flugzeugtyp | Anzahl | bestellt | Anmerkungen | Sitzplätze |
| ----------- | ------ | -------- | ----------- | ---------- |
| ATR 42-600  | 1      |          |             | 48         |
| Gesamt      | 1      | -        |             |            |